# Salvatore Valitutti
Salvatore Valitutti (Bellosguardo, provincia de Salerno, Italia, 30 de septiembre de 1907 - Roma, 1 de octubre de 1992) fue un político italiano y ministro de la República, representante del Partido Liberal Italiano donde fue elegido para la Cámara y el Senado.
- Datos: Q3946250
- Multimedia: Salvatore Valitutti / Q3946250